# Philautus poecilius
Espèce
Statut de conservation UICN

 LC  : Préoccupation mineure
Philautus poecilius est une espèce d'amphibiens de la famille des Rhacophoridae.

## Répartition
Cette espèce est endémique du Nord-Est de Mindanao aux Philippines. Elle se rencontre entre 1 600 et 1 900 m d'altitude.

## Étymologie
Le nom spécifique poecilius vient du grec poikilas, « tacheté », en référence à sa livrée.

## Publication originale
- Brown & Alcala, 1994 : Philippine Frogs of the family Rhacophoridae. Proceedings of the California Academy of Science, ser. 4, vol. 48, no 10, p. 185-220 (texte intégral).